# 퇴계원읍
퇴계원읍(退溪院邑)은 경기도 남양주시의 서부에 위치한 읍단위 지역으로 1개의 법정리로 구성되어 있다. 인구는 약 2만 8천여명이다. 근접 생활권으로 별내동이 있으며, 추후 왕숙 신도시가 완성되면 현재 소도시에서 중도시로 바뀌게 된다. 또한, 서울 동북부와 승용차 15분 거리로 근접한 지역에 위치하고 있다. 본래 별내면 퇴계원리였는데, 1989년 4월 1일에 퇴계원면으로 분리되었고, 2019년 10월 21일에 읍으로 승격하였다. 대한민국에서 면적이 가장 작은 읍이다.

## 연혁
퇴계원읍의 연혁은 아래와 같다.
- 1966년 7월 11일 : 별내면 퇴계원출장소를 설치 (퇴계원 2개리, 화접 6개리)
- 1983년 5월 1일 : 퇴계원리를 2개리에서 4개리로 분할
- 1985년 7월 15일 : 화접리를 별내면으로 이관[3]
- 1987년 1월 1일 : 퇴계원리를 4개리에서 8개리로 분할[4]
- 1989년 4월 1일 : 퇴계원출장소를 퇴계원면으로 승격[5]
- 1989년 7월 1일 :  퇴계원리를 8개리에서 11개리로 분할[6]
- 1989년 12월 23일 :  퇴계원리를 11개리에서 12개리로 분할[7]
- 1992년 10월 9일 :  퇴계원리를 12개리에서 13개리로 분할[8]
- 1994년 4월 1일 :  퇴계원리를 14개리에서 18개리로 분할[9]
- 1997년 3월 18일 :  퇴계원리를 18개리에서 19개리로 분할[10]
- 1999년 7월 22일 :  퇴계원리를 19개리에서 21개리로 분할[11]
- 2000년 7월 15일 :  퇴계원리를 21개리에서 22개리로 분할[12]
- 2000년 12월 30일 :  퇴계원리를 22개리에서 23개리로 분할[13]
- 2003년 2월 4일 :  퇴계원리를 23개리에서 24개리로 분할[14]
- 2003년 8월 1일 :  퇴계원리를 24개리에서 23개리로 통합[15]
- 2007년 3월 2일 :  퇴계원리를 23개리에서 24개리로 분할[16]
- 2008년 2월 21일 :  퇴계원리를 24개리에서 27개리로 분할[17]
- 2013년 9월 12일 :  퇴계원리를 27개리에서 28개리로 분할[18]
- 2014년 4월 3일 :  퇴계원리를 28개리에서 29개리로 분할[19]
- 2019년 10월 21일 : 퇴계원면을 퇴계원읍으로 승격
- 2024년 10월 : 퇴계원면 2지구 재개발 본격 진행

## 행정구역
| 법정리   | 행정리 |
| -------- | --- |
| 퇴계원리 | 퇴계원1리, 퇴계원2리, 퇴계원3리, 퇴계원4리, 퇴계원5리, 퇴계원6리, 퇴계원7리, 퇴계원8리, 퇴계원9리, 퇴계원10리, 퇴계원11리, 퇴계원12리, 퇴계원13리, 퇴계원14리, 퇴계원15리, 퇴계원16리, 퇴계원17리, 퇴계원18리, 퇴계원19리, 퇴계원20리, 퇴계원21리, 퇴계원22리, 퇴계원23리, 퇴계원24리, 퇴계원25리, 퇴계원26리, 퇴계원27리, 퇴계원28리, 퇴계원29리 |

## 특징
- 대한민국의 읍 중에서 면적이 제일 작으며, 인구 밀집지역이다.
- 지방하천인 왕숙천과 용암천의 합류지에 속한 곳이다.[20]

## 교통

### 전철
- ● 수도권 전철 경춘선
  - 퇴계원역

### 도로
- 수도권제1순환고속도로
  - 퇴계원 나들목 (구리시 사노동 인근)

## 교육
- 퇴계원초등학교
- 도제원초등학교
- 퇴계원중학교
- 퇴계원고등학교

## 아파트
| 단지명              | 건설사     | 시행사       | 주소                        | 입주        | 비고     |
| ------------------- | ---------- | ------------ | --------------------------- | ----------- | -------- |
| 퇴계원주공 3단지    | ㈜신일건업 | 대한주택공사 | 퇴계원읍 퇴계원로 120-11    | 2007년 12월 | 국민임대 |
| 퇴계원주공 4단지    | ㈜신일건업 | 대한주택공사 | 퇴계원읍 도제원로 116       | 2007년 12월 | 국민임대 |
| 퇴계원 쌍용스윗닷홈 | 남광토건   | 쌍용건설     | 퇴계원읍 도제원로 68        | 2002년 5월  |          |
| 퇴계원 쌍용예가     | 쌍용건설   | ㈜샘하우징   | 퇴계원읍 경춘북로613번길 15 | 2007년 6월  |          |